# 于派耶

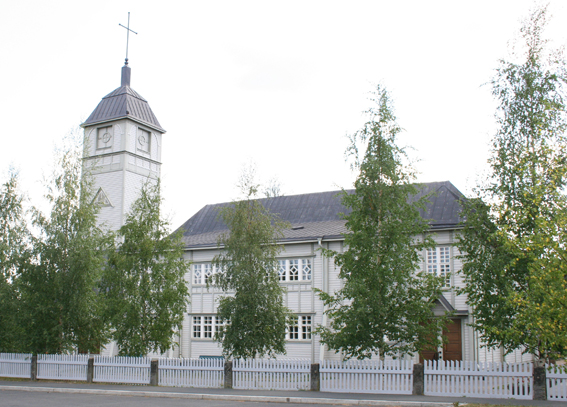
于派耶教堂

于派耶（芬蘭語：Ypäjä）是芬蘭的市鎮，位於該國南部，由坎塔海梅區負責管轄，始建於1876年，距離福爾薩23公里，面積183平方公里，2013年人口2,541，人口密度為每平方公里13.9人。

## 外部連結
- Municipality of Ypäjä（页面存档备份，存于） – Official website （文）
- Equine College Ypäjä